# دلفین گویان
دلفین گویان یا کوسترو (Sotalia fluviatilis) گونه‌ای دلفین است که در آب‌های کرانه‌ای شمال و شمال شرقی آمریکای جنوبی زندگی می‌کند. نام کوسترو به این دلیل به آن داده شد که دوست دارد در مناطق کرانه‌ای زندگی کند.
دلفین گویان عضوی از خانوادهٔ دلفین‌های اقیانوسی (دلفین‌سانان) است. از لحاظ شکل همانند دلفین پوزه‌بطری است اما آنقدر با آن تفاوت دارد که در رده‌ی دیگری (Sotalia) قرار گیرد. جثه دلفین گویان به نسبت کوچک است و تنها به ۲۰۱ سانتی‌متر می‌رسد.

## یادداشت
1. ↑  Odontoceti
2. ↑  Delphinidae
3. ↑  Sotalia
4. ↑  Guyana dolphin
5. ↑  در زبان انگلیسی coast به معنای کرانه و ساحل است.